# Acizzia loranthacae
Acizzia loranthacae är en insektsart som beskrevs av Taylor 1999. Acizzia loranthacae ingår i släktet Acizzia och familjen rundbladloppor. Inga underarter finns listade i Catalogue of Life.